# Gabrè
Gabrè, pseudonimo di Aurelio Cimato (Villa San Giovanni, 25 luglio 1888 – Prato, marzo 1946), è stato un cantautore italiano.

## Biografia
Fratello di Michele Cimato, anch'egli cantante con il nome d'arte di Miscel, Gabrè debutta al Teatro Maffei di Torino il 19 aprile 1913. In quell'anno le case produttrici di grammofoni sono già 46, solo l'anno prima il disco aveva sostituito il cilindro e a Milano veniva fondata la Società Nazionale del Grammofono.
Con un'impostazione da tenore leggero, è il primo che tenta di uscire dagli schemi del tabarin raccontando sentimenti comuni in un'epoca in cui le canzoni di moda, interpretate da Gino Franzi o da Anna Fougez, sono popolate da figure di prostitute e gigolò sulla strada del vizio. Artista eclettico, capace di passare dalla patriottica La canzone del Piave (E. A. Mario, 1918) alle canzoni napoletane del varietà, nel 1914 viene inserito nella Piedigrotta Poliphon e ha successo cantando Napule! (Murolo-Tagliaferri, 1919), Brinneso (Bovio-Valente, 1922) - il cui primo interprete, Gennaro Pasquariello, alla prima esecuzione in pubblico concesse ben undici bis del brano - Piscatore 'e Pusilleco (Murolo-Tagliaferri, 1925) e molte altre, tanto è vero che in quel periodo viene paragonato allo stesso Pasquariello e al compositore-cantante Giovanni Donnarumma (Napoli, 1877 – 1949).
Gabrè esprime i buoni sentimenti con una retorica piccolo-borghese, ha una tecnica più da fine dicitore che da cantante e per lui, dalla metà degli anni venti, gli autori Cesare Andrea Bixio e Bixio Cherubini firmano un successo dopo l'altro, come Il tango delle capinere (1928), Miniera (1927) o Scintilla (1928), nel quale la donna traditrice muore con l'amante nella casa deputata agli incontri clandestini.
In Italia si balla il tango, approdato in Europa nel 1913, il foxtrot, osteggiato dalla chiesa cattolica, il charleston e il black bottom; nel 1924 il Partito Nazionale Fascista ordina di presentare le canzoni straniere con parole tradotte e il 17 novembre 1927 nasce l'EIAR. Raffinato d'aspetto e sobrio sulla scena, Gabrè tenterà inutilmente di entrarvi come cantante, nonostante il suo repertorio costituisse una sorta di easy listening dell'epoca.
Interprete della cosiddetta canzone-feuilleton, nel 1928 firma un contratto con la Parlophon e viene allineato, volente o nolente, alla linea culturale del regime fascista, che intende contrastare il maledettismo del tabarin e della nuova musica d'oltreoceano: il jazz. Il programma del 1929 dedicato ai ritmi, Eiar Jazz, viene abolito l'anno dopo mentre Gabrè canta Quel ritmo americano (Frassinett, 1928), Ziki-Paki, Ziki-Pu (di Vittorio Mascheroni e Peppino Mendes) e Villico black bottom (Dino Rulli - Bruno, 1928).
Mentre Miscel continua la strada aperta del fratello, esibendosi a Roma tra il 1925 e il 1935 e impersonando in maniera più esplicita e meno innovativa i modelli della cultura italica imperante, mammona e deamicisiana, Gabrè scompare gradualmente dalle scene e muore in Toscana, subito dopo la fine della seconda guerra mondiale.

## Discografia

### 78 giri
- 1931: Contrabbandiera/Il giocondo (Parlophon, B 7296)
- 1932: Soldato ignoto/La leggenda del Piave (Parlophon, B 7548)
- 1932: Canzone a Maria/Arietta malinconica (Parlophon, B 7577)
- 1932: Generi di prima necessità/Per chi canto (Parlophon, B 7583)
- 1932: Nirvana/Sua maestà il denaro (Parlophon, B 7692)
- 1932: Tango appassionato/La gavotta delle gondole (Parlophon, B 7695)
- 1932: La folla/Sirene (Parlophon, B 7712)
- 1932: Il mio e il tuo/Piccola rosa (Parlophon, B 7753)
- 1932: Crepuscolo/Pampera (Parlophon, B 7764)
- 1933: Mamma addo' sta/'e figlie (Parlophon, B 7922)
- 1933: Ma quella Mitzi/Perchè? (Columbia, CQ 1276)
- 1934: Tira via che non c'è papà/Chitarra appassionata (Parlophon, B 27462)
- 1935: Non va.../Non si può scherzare con l'amore (Parlophon, B 27462)
- 1935: Milona/Chiudo gli occhi e penso a te (Parlophon, GP 91413)